# John Owen (theoloog)

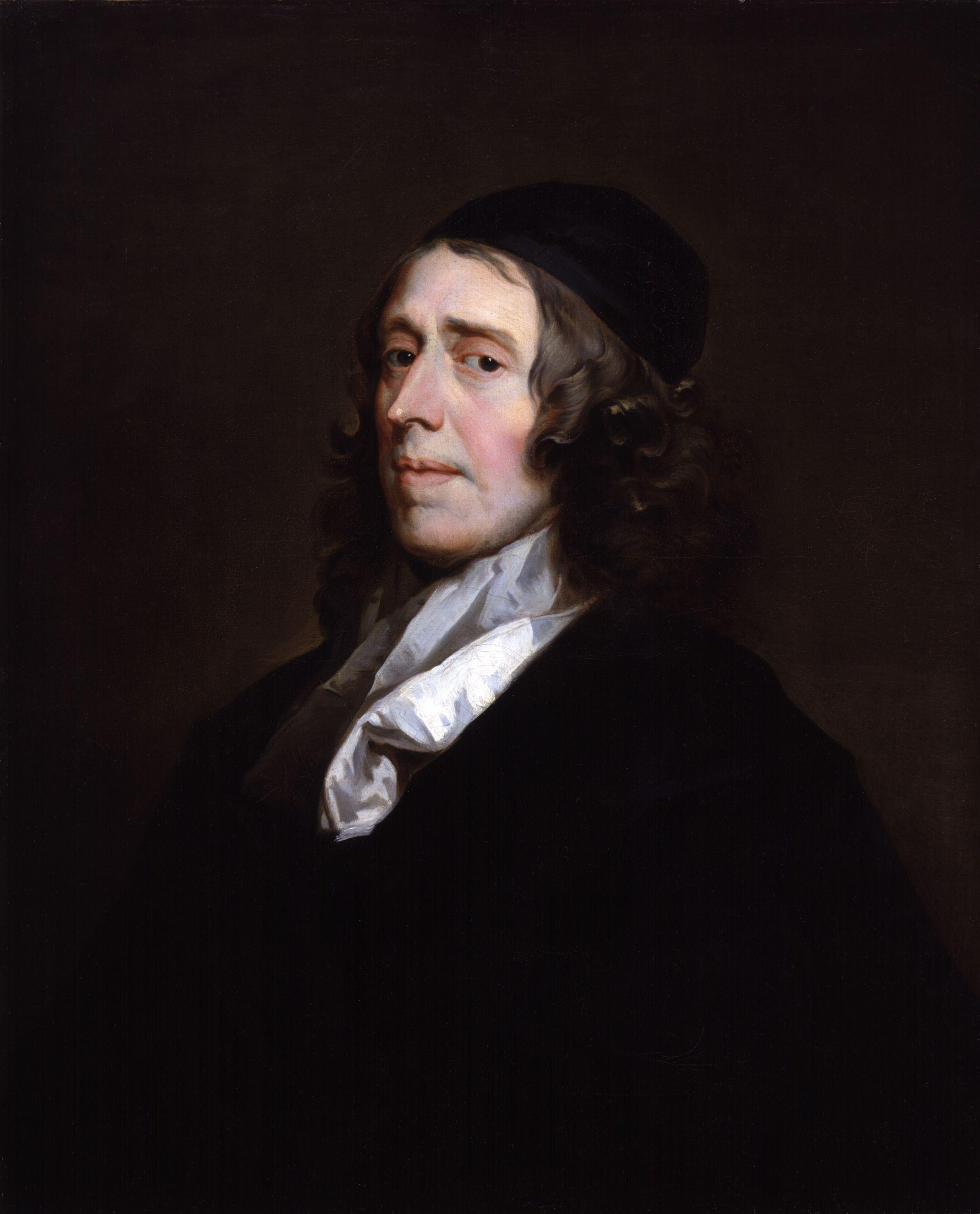
John Owen

John Owen (Stadhampton (Oxfordshire), 1616 - Ealing, 24 augustus 1684) was een belangrijk puriteins georiënteerd theoloog. 

## Biografie
Owen werd in 1616 geboren in Stadham, de plaats die nu Stadhampton heet. Owens vader - Henry Owen -  was daar predikant in de Anglicaanse Kerk. Als kind was Owen reeds bijzonder begaafd. Al op zeer jonge leeftijd schreef en beheerste hij de Griekse taal. Hij bezocht het Queens College in Oxford waar hij in 1635 zijn Master of Arts behaalde. In 1637 verliet hij de universiteit vanwege gewetensbezwaren tegen de decreten van bisschop Laud, die tevens hoofd van de universiteit was. 
In de zomer van 1643 wordt Owen predikant in Fordham in Essex. Kort nadat hij predikant werd in Fordham trouwde hij met Mary Rooke. Zij schenkt hem elf kinderen, waarvan slechts één dochter tot de volwassenheid opgroeit. In Fordham gaf hij een kleine en een grote catechismus uit. In zijn eerste gemeente was hij een presbyteriaan. Zijn tweede gemeente diende hij in Coggeshall. Hier heeft hij zijn veranderende inzicht over de opbouw en structuur van de kerk beschreven. Hij was onder andere predikant in het leger van Oliver Cromwell. Hij werd zeer door de Protector gewaardeerd, totdat er een verwijdering ontstond, nadat Cromwell zich aan het einde van zijn leven tot koning wilde laten uitroepen. Owen steunde de bevelhebbers van het leger, die zich hier krachtig tegen hebben verzet. Als theoloog was hij een geharnaste bestrijder van onder meer het katholicisme en het arminianisme. 
In 1651 werd hij deken van de belangrijke Christ Church in Oxford en in 1652 werd hij vice-kanselier aan deze universiteit. In 1660 vestigt hij zich in zijn geboorteplaats Stadham. Na 1660 leidde hij de kerkelijke stroming van de Independents, de stroming buiten de Anglicaanse Kerk. Na aan vele ziekten te hebben geleden stierf hij in 1684.

## Theologie
De rechtvaardigingsleer zoals geleerd door John Owen werd gebruikt door Alexander Comrie (1706-1774) predikant van Woubrugge in zijn polemiek met wat hij zag als Nederlandse neonomianen. Net als Owen leert Comrie dat voordat God het geloof geeft aan de zondaar Hij eerst op Christus ziet. Het is alleen omwille van Christus dat de zondaar het geloof ontvangt om in Christus tot zaligheid te geloven. Voor Comrie was Owen een theologische autoriteit die hij goed kon gebruiken in zijn rechtvaardigingsleer.
Evenals Gijsbertus Voetius verdedigde Owen het standpunt dat de Masoretische Hebreeuwse tekst, met de consonanten, door de Heilige Geest geïnspireerd is. Deze leer was ook vastgelegd in de Formula Consensus Helvetica (1675). Hij fulmineerde hevig maar vergeefs tegen het voornemen van Brian Walton om een polyglotbijbel, de Londense polyglotbijbel, in negen talen uit te brengen. 
Owen was aanvankelijk predikant in de Engelse Staatskerk, de Anglicaanse Kerk. Later werd hij een overtuigd congregationalist. Hij was van mening dat iedere plaatselijk gemeente geheel vrij en onafhankelijk dient te zijn van een kerkverband of staatsgezag. Iedere gemeente - staat volgens hem - rechtstreeks onder het gezag van Christus als haar Hoofd.
Owen heeft vele theologische werken op zijn naam staan. Een groot gedeelte van zijn werken is dogmatisch van aard. Een ander deel van zijn werk is meditatief. Verschillende van zijn werken zijn in het Nederlands vertaald, en zelfs nu nog worden er met enige regelmaat vertalingen uitgebracht.

## Christelijk leven
Volgens James Packer zijn er bij John Owen vier onderdelen (in het onderwijs) wat betreft de zelfkennis van een christen:
1. De christen is een mens, geschapen om rationeel te handelen en daarvoor toegerust met een drietal vermogens: verstand, wil en gevoel. Owen zag zichzelf als leraar en stelde dat de eerste taak van de leraar is om zijn kudde de leerstukken van de Bijbel te onderwijzen.
2. De christen is een gevallen mens, waardoor hij vervreemd is van God en zichzelf. Verstand, wil en gevoel werken langs elkaar heen en tegen elkaar in.
3. De christen is een verlost mens.
4. De christen is een wedergeboren mens. Wedergeboorte maakt het hart van de mens tot een slagveld, waar de oude en de nieuwe mens strijden. Dit gevecht duurt levenslang.[5]

## Geschriften
Ondanks de roerige tijden waarin Owen leefde, de vervolgingen waar hij mee te maken kreeg en zijn lichamelijke kwalen heeft Owen veel gepubliceerd. De standaarduitgave van zijn verzamelde werken telt niet minder dan vijfentwintig banden van gemiddeld ongeveer zeshonderd pagina's. Owen beschouwt zelf zijn commentaar op de brief aan de Hebreeën als zijn hoofdwerk.
Enkele in het Nederlands uitgegeven werken van Owen:
- Als zonde mij omringt: 9789492433268.
- De Heilige Geest: 9789402235975.
- De gezonde leer: 9789492433268.
- Bij U is vergeving: 9789463452144.